# Episodi di Studio One (sesta stagione)
La sesta stagione della serie televisiva Studio One è andata in onda negli Stati Uniti dal 21 settembre 1953 al 13 settembre 1954 sulla CBS.
| nº | Titolo originale                          | Prima TV USA      |
| -- | ----------------------------------------- | ----------------- |
| 1  | 1984                                      | 21 settembre 1953 |
| 2  | Hound-Dog Man                             | 28 settembre 1953 |
| 3  | Silent the Song                           | 5 ottobre 1953    |
| 4  | Music and Mrs. Pratt                      | 12 ottobre 1953   |
| 5  | Letter of Love                            | 19 ottobre 1953   |
| 6  | Another Caesar                            | 26 ottobre 1953   |
| 7  | Crime at Blossom's                        | 2 novembre 1953   |
| 8  | Camille                                   | 9 novembre 1953   |
| 9  | A Bargain with God                        | 16 novembre 1953  |
| 10 | Buffalo Bill Is Dead                      | 23 novembre 1953  |
| 11 | Confessions of a Nervous Man              | 30 novembre 1953  |
| 12 | Dry Run                                   | 7 dicembre 1953   |
| 13 | All My Love                               | 14 dicembre 1953  |
| 14 | Cinderella '53                            | 21 dicembre 1953  |
| 15 | Master of the Rose                        | 28 dicembre 1953  |
| 16 | The Runaway                               | 4 gennaio 1954    |
| 17 | The Remarkable Incident at Carson Corners | 11 gennaio 1954   |
| 18 | A Criminal Design                         | 18 gennaio 1954   |
| 19 | A Favor for a Friend                      | 25 gennaio 1954   |
| 20 | Herman, Come by Bomber                    | 1º febbraio 1954  |
| 21 | Man of Extinction                         | 8 febbraio 1954   |
| 22 | Dark Possession                           | 15 febbraio 1954  |
| 23 | The Role of a Lover                       | 22 febbraio 1954  |
| 24 | Side Street                               | 1º marzo 1954     |
| 25 | Beyond a Reasonable Doubt                 | 8 marzo 1954      |
| 26 | Thunder on Sycamore Street                | 15 marzo 1954     |
| 27 | The Expendables                           | 22 marzo 1954     |
| 28 | Paul's Apartment                          | 29 marzo 1954     |
| 29 | Stir Mugs                                 | 5 aprile 1954     |
| 30 | Jack Sperling, Forty-six                  | 12 aprile 1954    |
| 31 | A Handful of Diamonds                     | 19 aprile 1954    |
| 32 | Romney                                    | 26 aprile 1954    |
| 33 | Cardinal Mindszenty                       | 3 maggio 1954     |
| 34 | Fear Is No Stranger                       | 10 maggio 1954    |
| 35 | Castle in Spain                           | 17 maggio 1954    |
| 36 | A Man and Two Gods                        | 24 maggio 1954    |
| 37 | The Death and Life of Larry Benson        | 31 maggio 1954    |
| 38 | The Strike                                | 7 giugno 1954     |
| 39 | A Letter to Mr. Gubbins                   | 14 giugno 1954    |
| 40 | Fandango at War Bonnet                    | 21 giugno 1954    |
| 41 | Screwball                                 | 28 giugno 1954    |
| 42 | The Small Door                            | 5 luglio 1954     |
| 43 | A Guest at the Embassy                    | 12 luglio 1954    |
| 44 | Home Again, Home Again                    | 19 luglio 1954    |
| 45 | The Hero                                  | 26 luglio 1954    |
| 46 | The Magic Monday                          | 2 agosto 1954     |
| 47 | Sue Ellen                                 | 9 agosto 1954     |
| 48 | The House of Gair                         | 16 agosto 1954    |
| 49 | Experiment Perilous                       | 23 agosto 1954    |
| 50 | The Secret Self                           | 30 agosto 1954    |
| 51 | U.F.O.                                    | 6 settembre 1954  |
| 52 | The Cliff                                 | 13 settembre 1954 |

## 1984
- Diretto da:
- Scritto da:

### Trama
- Interpreti: Eddie Albert (ufficiale Winston Smith), Lorne Greene (O'Brien), Norma Crane (Julia), Noel Leslie (Charrington), Truman Smith (Parsons), Robert Culp (Male Telescreen Voice), Midge Donaldson (voce femminile), Victor Thorley (Cassandra), Peter Ostroff (Syme), Janice Mars (cantante), Susan Hallaran (Selina), Fred J. Scollay (uomo in Cell), Vincent Van Lynn (prigione), Don Hollenbeck (narratore), Paul Brenson (annunciatore, voce), Betty Furness (se stessa - annunciatrice sponsor)

## Hound-Dog Man
- Diretto da:
- Scritto da:

### Trama
- Interpreti: Jackie Cooper, Betty Furness (se stessa - annunciatrice sponsor), E.G. Marshall

## Silent the Song
- Diretto da:
- Scritto da:

### Trama
- Interpreti: Betty Furness (se stessa - annunciatrice sponsor), Michèle Morgan

## Music and Mrs. Pratt
- Diretto da:
- Scritto da:

### Trama
- Interpreti: Philip Abbott, Betty Furness (se stessa - annunciatrice sponsor), Elsa Lanchester

## Letter of Love
- Diretto da:
- Scritto da:

### Trama
- Interpreti: Steve Cochran, Sally Forrest, Betty Furness (se stessa - annunciatrice sponsor)

## Another Caesar
- Diretto da:
- Scritto da:

### Trama
- Interpreti: Betty Furness (se stessa - annunciatrice sponsor), Robert Keith, Frances Miller, Arnold Moss

## Crime at Blossom's
- Diretto da:
- Scritto da:

### Trama
- Interpreti: Patricia Collinge, Betty Furness (se stessa - annunciatrice sponsor), Wesley Lau

## Camille
- Diretto da:
- Scritto da:

### Trama
- Interpreti: Romney Brent, Arthur Franz, Betty Furness (se stessa - annunciatrice sponsor), Michèle Morgan, Frederick Worlock

## A Bargain with God
- Diretto da:
- Scritto da:

### Trama
- Interpreti: Betty Furness (se stessa - annunciatrice sponsor), Hiram Sherman, Estelle Winwood

## Buffalo Bill Is Dead
- Diretto da:
- Scritto da:

### Trama
- Interpreti: Betty Furness (se stessa - annunciatrice sponsor), Anthony Ross

## Confessions of a Nervous Man
- Diretto da:
- Scritto da:

### Trama
- Interpreti: George Axelrod (se stesso - presentatore), Art Carney (l'autore), Jerome Kilty (il barista), Barbara Nichols (Primo Pretty Girl), Bramwell Fletcher (il produttore), Fredd Wayne (l'agente), Jacqueline Susann (l'intervistatore), Addison Richards (l'avvocato), Anne Francine (l'attrice), Pat Finch (Terza Pretty Girl), Robert Middleton (il manager), Carol McCrory (Quarta Pretty Girl), David Sheiner (Comico Hill Billy), June Dayton (moglie dell'autore), Walt Witcover (Atkinson), AC Pocock (Mr. Kerr), Peter Ostroff (Chapman), Rita Vale (Attrice Inglese), Chet Stratton (Attore inglese), Lucille Chavin (attrice francese), Andre Charisse (Attore francese), Irma Sandrey (attrice orientale), Lee Goodman (Attore orientale), Henry Beckman (Harry), Anita Cooper (ragazza dell'auografo), Michael Sheehan (The Accountant), Bill Clifton (pianista), Betty Furness (se Stessa - annunciatrice sponsor)

## Dry Run
- Diretto da:
- Scritto da:

### Trama
- Interpreti: Tirrell Barbery (Orphan), Arthur Franz, Betty Furness (se stessa - annunciatrice sponsor), Walter Matthau

## All My Love
- Diretto da:
- Scritto da:

### Trama
- Interpreti: Philip Bourneuf, Nina Foch, Betty Furness (se stessa - annunciatrice sponsor), Laurence Hugo

## Cinderella '53
- Diretto da:
- Scritto da:

### Trama
- Interpreti: David Atkinson, Ann Crowley (Jean), Betty Furness (se stessa - annunciatrice sponsor), Conrad Janis (Borden Crane), Nydia Westman

## Master of the Rose
- Diretto da:
- Scritto da:

### Trama
- Interpreti: Peter Capell, Betty Furness (se stessa - annunciatrice sponsor), Maria Riva

## The Runaway
- Diretto da:
- Scritto da:

### Trama
- Interpreti: Jack Carter, Wallace Ford, Betty Furness (se stessa - annunciatrice sponsor), Charles Ruggles, Mary Wickes

## The Remarkable Incident at Carson Corners
- Diretto da:
- Scritto da:

### Trama
- Interpreti: Betty Furness (se stessa - annunciatrice sponsor), Priscilla Gillette, Susan Hallaran (Susan Caldwell), Stanley Martin (Tommy Prince), Harry Townes, Glenn Walken (Bert Hendricks), O.Z. Whitehead, Janet Alexander (Alice Woodbridge), John Connoughton (Joey Rogers), Pud Flanagan (Billy McGinnis), Charles Taylor (Harold Wright)

## A Criminal Design
- Diretto da:
- Scritto da:

### Trama
- Interpreti: Luther Adler, Geraldine Brooks, Betty Furness (se stessa - annunciatrice sponsor), Richard Kiley, Haila Stoddard

## A Favor for a Friend
- Diretto da:
- Scritto da:

### Trama
- Interpreti: Betty Furness (se stessa - annunciatrice sponsor), Georgann Johnson (Carol), Vaughn Taylor (Carlton Delafield), Lucile Watson (Mrs. Lloyd Minster)

## Herman, Come by Bomber
- Diretto da:
- Scritto da:

### Trama
- Interpreti: Betty Furness (se stessa - annunciatrice sponsor), Paul Langton

## Man of Extinction
- Diretto da:
- Scritto da:

### Trama
- Interpreti: Patricia Breslin, Betty Furness (se stessa - annunciatrice sponsor), Margaret Hamilton, Patricia Wheel

## Dark Possession
- Diretto da:
- Scritto da:

### Trama
- Interpreti: Geraldine Fitzgerald (Charlotte Bell Wheeler), Barbara O'Neil (Emily Bell), Leslie Nielsen (Roger), Bramwell Fletcher (governatore Bell), Helen Auerbach (Ann Bell), Leora Thatcher (Mrs. Wicks), Milton Selzer (Mr. Weston), Betty Furness (se stessa - annunciatrice sponsor)

## The Role of a Lover
- Diretto da:
- Scritto da:

### Trama
- Interpreti: Steve Cochran (Peter Hadley), Betty Furness (se stessa - annunciatrice sponsor), Skip Homeier (Dickie Rogers), Betsy Palmer (Maureen Drew)

## Side Street
- Diretto da:
- Scritto da:

### Trama
- Interpreti: Betty Furness (se stessa - annunciatrice sponsor), Peter Lind Hayes (James Allen), Mary Healy (Kay Allen), Joanne Linville (Virginia Belden), Biff McGuire (Charles Belden), David Opatoshu

## Beyond a Reasonable Doubt
- Diretto da:
- Scritto da:

### Trama
- Interpreti: Katharine Bard, Betty Furness (se stessa - annunciatrice sponsor), Susan Hallaran (Jane Rogers), Leslie Nielsen (Fred Lawson)

## Thunder on Sycamore Street
- Diretto da:
- Scritto da:

### Trama
- Interpreti: Tirrell Barbery (Judy Blake), Lee Bergere (Arthur Hayes), Robert Bussard (Roger Morrison), Ann Cameron (Phyllis Hayes), Whitfield Connor (Frank Morrison), Betty Furness (se stessa - annunciatrice sponsor), Judith Lowry (Mrs. Blake), Nell O'Day (Clarice Morrison), Dickie Olsen (Christopher Morrison), Charlotte Pearson (Anna Blake), Charles Penman (Charlie Denton), Harry Sheppard (Mr. Harkness), Kenneth Utt (Joseph Blake)

## The Expendables
- Diretto da:
- Scritto da:

### Trama
- Interpreti: Flora Campbell (Helen), Betty Furness (se stessa - annunciatrice sponsor), Martin Kosleck (Popochenko), Nelson Olmsted, George Voskovec (Zarodin)

## Paul's Apartment
- Diretto da:
- Scritto da:

### Trama
- Interpreti: Betty Furness (se stessa - annunciatrice sponsor), Eva Gabor (Mandarin Jones), Richard Kiley (Jim Colton), David White (Max)

## Stir Mugs
- Diretto da:
- Scritto da:

### Trama
- Interpreti: Frank Albertson (colonnello Greer), Betty Furness (se stessa - annunciatrice sponsor), Warren Stevens (Hammond), Joanne Woodward (Lisa)

## Jack Sperling, Forty-six
- Diretto da:
- Scritto da:

### Trama
- Interpreti: Mary Astor (Ruth Sparling), Betty Furness (se stessa - annunciatrice sponsor), Chester Morris (Jack Sparling), Lois Smith (Barbara Sparling)

## A Handful of Diamonds
- Diretto da:
- Scritto da:

### Trama
- Interpreti: Betty Furness (se stessa - annunciatrice sponsor), Lorne Greene (Frank Leslie), Patricia Neal (Miriam Leslie), Gene Peterson (Joquin)

## Romney
- Diretto da:
- Scritto da:

### Trama
- Interpreti: Oliver Andes (Harry), Betty Furness (se stessa - annunciatrice sponsor), Laurence Hugo (Joe), Barbara O'Neil (Margaret), Howard St. John (Mr. Steen)

## Cardinal Mindszenty
- Diretto da:
- Scritto da:

### Trama
- Interpreti: Charles Andre, Peter Capell, Claude Dauphin (Cardinal Mindszenty), Betty Furness (se stessa - annunciatrice sponsor), Marcel Hillaire, Don Hollenbeck (narratore), Ludwig Rüth

## Fear Is No Stranger
- Diretto da:
- Scritto da:

### Trama
- Interpreti: Peggy Allenby, Patricia Breslin, Jerome Cowan, Madge Evans, Betty Furness (se stessa - annunciatrice sponsor)

## Castle in Spain
- Diretto da:
- Scritto da:

### Trama
- Interpreti: Betty Furness (se stessa - annunciatrice sponsor), Joan Lorring (Blair), Biff McGuire (Coley), Leslie Nielsen (Mac)

## A Man and Two Gods
- Diretto da:
- Scritto da:

### Trama
- Interpreti: John Baragrey (Kurt Meissner), Betty Furness (se stessa - annunciatrice sponsor), Charles Korvin (Julian Wilder), Paul Stevens (Richard Bering), Patricia Wheel (Anna Cerdick)

## The Death and Life of Larry Benson
- Diretto da:
- Scritto da:

### Trama
- Interpreti: Peg Hillias (Freda Benson), Ruth Ames (Nettie Clark), Lee Remick (Jessie), Chester Morris (Sam Benson), Skip Homeier (The Boy), Lucie Lancaster (Mrs. Potter), Betty Furness (se stessa - annunciatrice sponsor)

## The Strike
- Diretto da:
- Scritto da:

### Trama
- Interpreti: James Daly (maggiore Gaylord), Roy Roberts (Chaplain Walker), Bert Freed (Chick), Frank Marth (Franks), George Brenlin (operatore radio), Wyatt Cooper (tenente Peters), Bob Drew (Wounded Soldier), Betty Furness (se stessa - annunciatrice sponsor), Melvin Jurdem (Medic), Herbert King (Machine Gunner), William F. Leicester (Sloane), Fred J. Scollay (soldato), Douglas Taylor (Jones), Bill Townsend (soldato), William Whitman (Chaxfield)

## A Letter to Mr. Gubbins
- Diretto da:
- Scritto da:

### Trama
- Interpreti: Art Carney (Mr. Gubbins), Betty Furness (se stessa - annunciatrice sponsor)

## Fandango at War Bonnet
- Diretto da:
- Scritto da:

### Trama
- Interpreti: Wesley Addy (McAllister), Monica Boyer, Royal Dano (Doan), Betty Furness (se stessa - annunciatrice sponsor), Darren McGavin (Will Sorrell), Victor Thorley

## Screwball
- Diretto da:
- Scritto da:

### Trama
- Interpreti: Betty Furness (se stessa - annunciatrice sponsor), Sally Gracie (Marge Adams), Jack Warden (Russ Adams)

## The Small Door
- Diretto da:
- Scritto da:

### Trama
- Interpreti: Betty Furness (se stessa - annunciatrice sponsor), James Gregory (Gasman), Richard Kiley (Calvin), Hildy Parks (Maggie Troy), Edgar Stehli (Landlord)

## A Guest at the Embassy
- Diretto da:
- Scritto da:

### Trama
- Interpreti: Nina Foch (Barbara), Betty Furness (se stessa - annunciatrice sponsor), Leslie Nielsen (Edmund), Betsy Palmer (Mimi)

## Home Again, Home Again
- Diretto da:
- Scritto da:

### Trama
- Interpreti: Betty Furness (se stessa - annunciatrice sponsor), Robert H. Harris (Max Ansell), Mark Roberts (David Thorpe), Janice Rule (Judith Slater)

## The Hero
- Diretto da:
- Scritto da:

### Trama
- Interpreti: Betty Furness (se stessa - annunciatrice sponsor), James Gregory (George Monzo), Paul Hartman, Bethel Leslie (Martha), Joseph Walsh (Jimmy), Ray Walston (Mickey)

## The Magic Monday
- Diretto da:
- Scritto da:

### Trama
- Interpreti: Mary Linn Beller (Julie), Madge Evans (Ann), Dick Foran (Larry), Betty Furness (se stessa - annunciatrice sponsor), Joan Wetmore (Marian)

## Sue Ellen
- Diretto da:
- Scritto da:

### Trama
- Interpreti: Betty Furness (se stessa - annunciatrice sponsor), Patrick O'Neal (Jud Poag), Barbara O'Neil (Zia Ti), Addison Richards (Carter Jackson), Inger Stevens (Sue Ellen)

## The House of Gair
- Diretto da:
- Scritto da:

### Trama
- Interpreti: Wesley Addy (Steven Coryat), Betty Furness (se stessa - annunciatrice sponsor), Hurd Hatfield (Harry Vane), Basil Rathbone (Hazelton Crane), Cora Witherspoon (Zia Fanny)

## Experiment Perilous
- Diretto da:
- Scritto da:

### Trama
- Interpreti: Augusta Dabney, Constance Ford, Betty Furness (se stessa - annunciatrice sponsor), Gene Lyons

## The Secret Self
- Diretto da:
- Scritto da:

### Trama
- Interpreti: Peter Cookson (Jamison Wyatt), Staats Cotsworth (Hallam), Betty Furness (se stessa - annunciatrice sponsor), Nancy Kelly (Dorothea), Everett Sloane (Korolenko)

## U.F.O.
- Diretto da:
- Scritto da:

### Trama
- Interpreti: Harry Bellaver (sceriffo), Heywood Hale Broun (Deskman), Parker Fennelly (Pincher), Betty Furness (se stessa - annunciatrice sponsor), Nicholas Joy (General), George Matthews (George), Dorothy Sands (Mrs. Padott), Susan Steel (Mrs. Strong), Jack Warden (Mike)

## The Cliff
- Diretto da:
- Scritto da:

### Trama
- Interpreti: Martin Brooks (Stephano), Marjorie Eaton (Martha), Betty Furness (se stessa - annunciatrice sponsor), Lorne Greene (dottor Madison West), Murray Matheson (Craig), Hildy Parks (Judy McDermott), Maria Riva (Marquesa Leonora Alletti)